# Epidius typicus
Epidius typicus es una especie de araña cangrejo del género Epidius, familia Thomisidae.

## Distribución
Esta especie se encuentra en Japón.

## Taxonomía
Fue descrita por Bösenberg & Strand en 1906.
Tratamiento taxonómico
La especie aparece registrada y publicada en Japanische Spinnen. Abhandlungen der Senckenbergischen Naturforschenden Gesellschaft 30: 93–422.